# Charles Vanel
Charles-Marie Vanel, mer känd som Charles Vanel, född 21 augusti 1892 i Rennes, död 15 april 1989 i Cannes, var en fransk skådespelare. 
Charles Vanel medverkade i närmare 200 filmer från sin debut som 16-åring, och är tillsammans med Curt Bois de enda skådespelarna i världen som har en filmkarriär på 80 år. Mest känd är han genom sin roll som Jo i filmen Fruktans lön från 1953.

## Filmografi i urval
- 1929 – Waterloo
- 1932 – Den stora fasan
- 1934 – Samhällets olycksbarn
- 1936 – Jean från Paris
- 1949 – I lagens namn
- 1953 – Fruktans lön
- 1954 – Om Versailles kunde berätta
- 1955 – Ta fast tjuven
- 1955 – De djävulska
- 1956 – Djungelmorden
- 1960 – Sanningen
- 1961 – Tintin i piraternas våld
- 1963 – Schakalerna
- 1967 – Den 13:e mannen
- 1968 – Tittaren (ej krediterad)
- 1976 – Es herrscht Ruhe im Land
- 1976 – Utsökta lik (Cadaveri eccellenti)
- 1981 – Tre bröder (Tre fratelli)